# Alionematichthys suluensis
Alionematichthys suluensis är en fiskart som beskrevs av Møller och Werner Schwarzhans 2008. Alionematichthys suluensis ingår i släktet Alionematichthys och familjen Bythitidae. Inga underarter finns listade i Catalogue of Life.